# Methia lineata
Methia lineata är en skalbaggsart som beskrevs av Linsley 1935. Methia lineata ingår i släktet Methia och familjen långhorningar. Inga underarter finns listade i Catalogue of Life.